# Seulline (comuna suprimida)
Seulline era una comuna nueva francesa que estaba situada en el departamento de Calvados, de la región de Normandía.

## Historia
Fue creada el 1 de enero de 2016, en aplicación de una resolución del prefecto de Calvados de 17 de diciembre de 2015 con la unión de las comunas de Coulvain y Saint-Georges-d'Aunay, pasando a estar el ayuntamiento en la antigua comuna de Saint-Georges-d'Aunay.
El 1 de enero de 2017 fue suprimida al fusionarse con la comuna de La Bigne, pasando sus comunas delegadas a formar parte de la comuna nueva de Seulline.

## Demografía
| Gráfica de evolución demográfica de Seulline entre 1800 y 2014 |
|                                                                |

Los datos entre 1800 y 2014 eran el resultado de sumar los parciales de las dos comunas que formaron la nueva comuna de Seulline, cuyos datos se cogieron de 1800 a 1999, para las comunas de Coulvain y Saint-Georges-d'Aunay de la página francesa EHESS/Cassini. Los demás datos se han cogido de la página del INSEE.

## Composición
| Comuna delegada       | Código INSEE | Población (2013) | Superficie (km²) | Densidad (hab./km²) |
| --------------------- | ------------ | ---------------- | ---------------- | ------------------- |
| Coulvain              | 14188        | 380              | 4.31             | 88                  |
| Saint-Georges-d'Aunay | 14579        | 717              | 23.51            | 30                  |